# Benton Township (comté de Cedar, Missouri)
Pour les articles homonymes, voir Benton Township.
Benton Township est un township inactif du comté de Cedar dans le Missouri, aux États-Unis,.
Il est fondé dans les années 1840 et baptisé en référence à Thomas Hart Benton, un homme politique américain.

### Source de la traduction
- (en) Cet article est partiellement ou en totalité issu de l’article de Wikipédia en anglais intitulé « Benton Township, Cass County, Missouri » (voir la liste des auteurs).